# Gran Canal de Stávropol
El Gran Canal de Stávropol (en ruso: Большой Ставропольский канал) es un canal de irrigación situado en la república de Karacháyevo-Cherkesia y el krai de Stávropol de Rusia. El canal utiliza agua de los ríos Kubán, Térek y Kumá, que fluyen hacia el sur y recogen principalmente agua de la vertiente norte del Cáucaso. Comienza en la presa de Ust-Dzhegutá en el curso superior del río Kubán y conduce el agua hacia el nordeste por el río Kalaus hasta el embalse de Chogray en el río Manych. Tiene 480 km de longitud y su caudal máximo es de 75 m³/s. Los trabajos de construcción comenzaron en 1957 y han continuado hasta 2006. En la década de 1970, la construcción estuvo bajo la supervisión del primer secretario del kraikom (comité regional del partido) de Stávropol, Mijaíl Gorbachov. 

## Historia

### Primera fase (1957-1966)
La planificación del Gran Canal de Stávropol comenzó en 1935 de acuerdo con la resolución del Consejo de Comisarios del Pueblo de la Unión Soviética y del Comité Central del Partido Comunista del 27 de abril de 1935, "Sobre el suministro completo de agua a Stávropol". La complejidad del proyecto y los limitados recursos económico ralentizaron su ejecución, que fue interrumpida por la Segunda Guerra Mundial.
En 1954, el Consejo de Ministros de la URSS adoptó una nueva resolución sobre la construcción de un sistema de riego en la región de los ríos Kubán y Kalaus. En 1957, el inicio de la construcción del primer tramo marcó el inicio de un período de obras de diez años. En Ust-Dzhegutá se construyó una presa hidroeléctrica en el río Kubán, a partir de la cual se excavó un canal de 156 km de longitud. El caudal de agua en la desembocadura del tramo BSK-1 alcanzó los 180 m3/s, abasteciendo de agua a 38.600 hectáreas de terreno. Los primeros 33 km de BSK-1 transcurrían por una terraza de la margen derecha del río Kubán, en una zona monoclínica de la parte media de la vertiente norte del Gran Cáucaso donde predominaban las arcillas y areniscas del Cretácico inferior. El resto del tramo atravesaba regiones formadas por rocas madre del Cretácico superior, cubiertas por finos depósitos del Cuaternario como cantos rodados, arenas, arcillas, loess y margas. El lecho del canal era de tierra, sólo algunos tramos en los que predominaba la arena y la marga estaban cubiertos con protección antifiltración. El diseño de BSK-1 en lechos de tierra y en una zona poco apta para sedimentos, en la proximidad de la barrera impermeable de arcillas de Maikop, según los especialistas, condujo a un bajo coeficiente de eficiencia del sistema de riego, que fue de 0,55 a 0,60.

### Segunda fase (1966-1974)

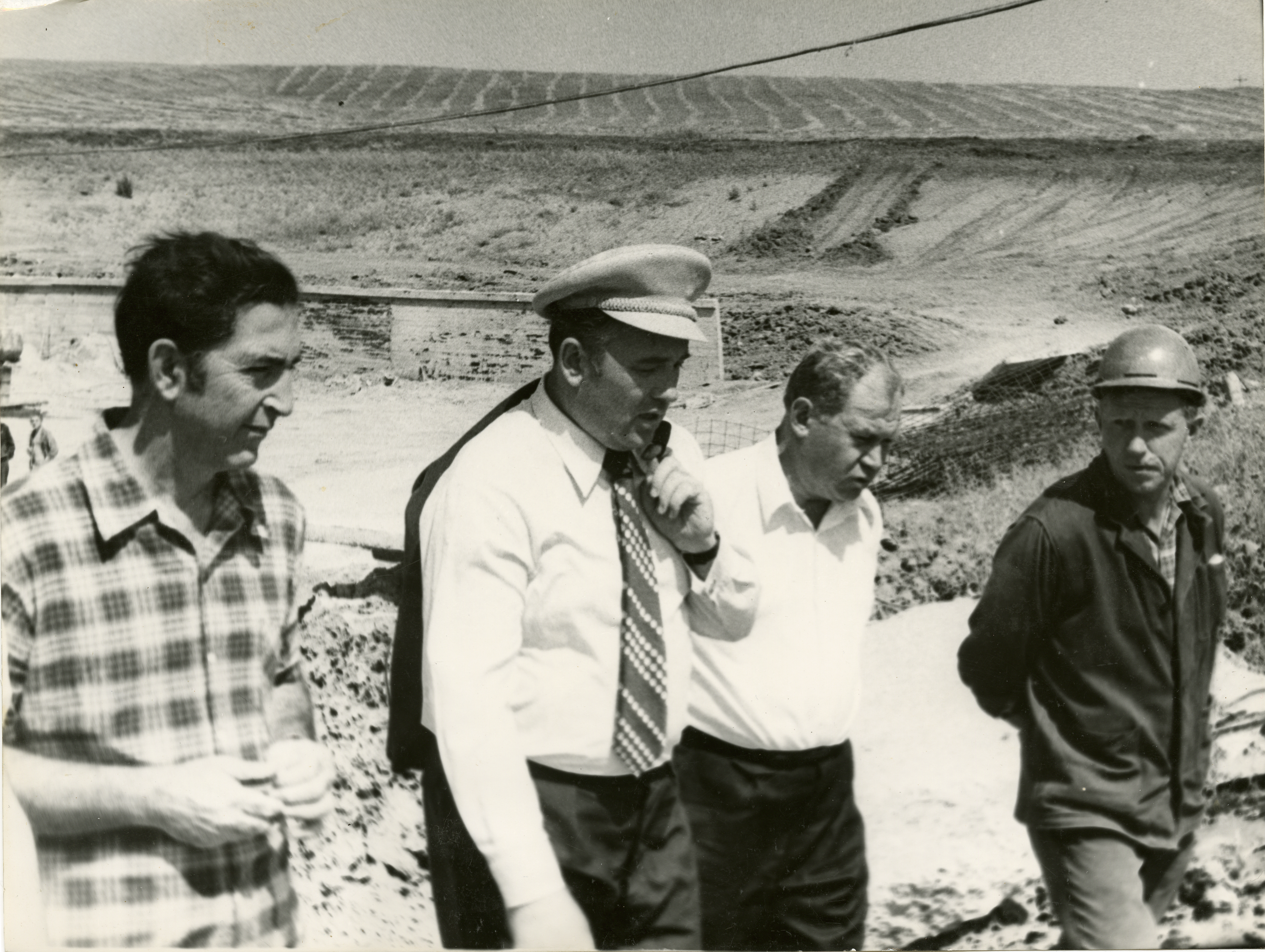
Mijaíl Gorbachov inspeccionando la construcción del canal.

La construcción del segundo tramo del sistema de riego (BSK-2) se remonta a 1966, tras la publicación de una resolución conjunta del Comité Central del PCUS y el Consejo de Ministros de la URSS, enfatizando la necesidad de ampliar las tierras de regadío en el territorio de la Unión Soviética. Según la resolución, se prevé trabajar para desarrollar entre 7 y 8 millones de hectáreas de tierra entre 1966 y 1975 (incluido el cultivo de tierras vírgenes y la implementación de actividades de riego y drenaje). Se espera un aumento significativo del rendimiento de cereales en las tierras de regadío de las regiones de clima árido, para las cuales se desarrollan especialmente variedades de trigo de tallo corto, alto rendimiento y resistentes.
Por decisión del Comité Regional del PCUS del Krai de Stávropol en 1966, los trabajos de construcción de la BSK-2 comenzaron en 1969. La longitud del segundo tramo era de 67 km, con una capacidad de 65 m3/s. Para revestir el lecho del canal se utilizó hormigón armado monolítico. Los trabajos de construcción se retrasaron debido al terreno muy accidentado, lo que requirió la construcción de tres túneles subterráneos. A partir de 1971, tras la adopción de la resolución del Comité Central del PCUS "Sobre la aceleración de la construcción del Gran Canal de Stavropol y de los sistemas de riego y drenaje en la región", los trabajos de construcción se intensificaron considerablemente. Esta decisión estuvo motivada por la necesidad de poner en explotación 125.000 hectáreas de regadío entre 1971 y 1975.

### Tercera fase (1974-1979)
La construcción del tercer tramo del canal (BSK-3) se llevó a cabo entre 1974 y 1979. La longitud del tramo fue de 42,5 km, con un caudal de agua de 55 m3/s al inicio del canal principal. El canal atravesaba el territorio del raión de Aleksándrovskoye, irrigando una superficie de 15.500 hectáreas.

### Cuarta fase (1984-2006)

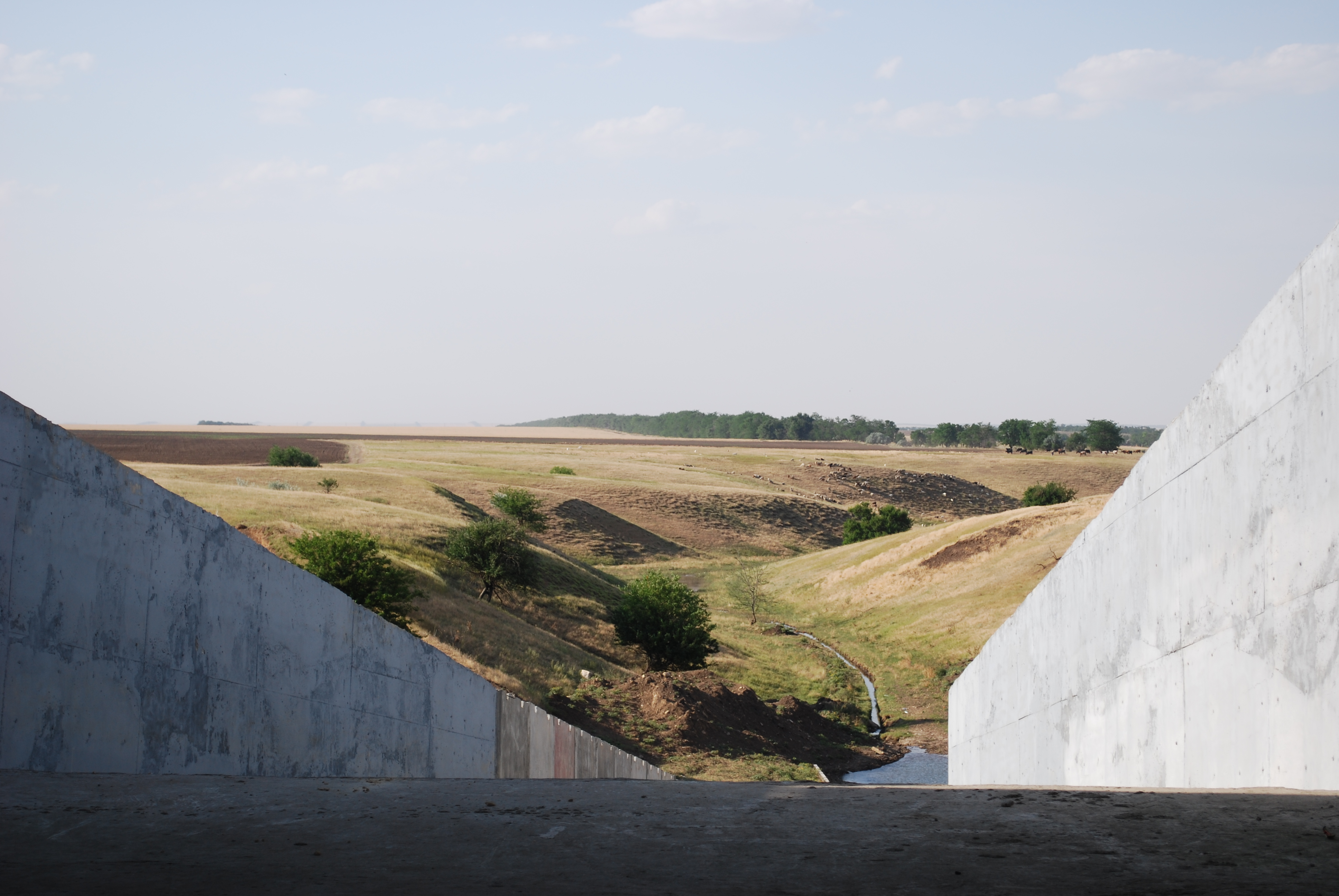
Descarga del canal en el barranco de Kambulat, en el pueblo Gorni.

En 1984 se inició la construcción del cuarto tramo (BSK-4), cuya longitud prevista era de 57 km. La difícil situación económica de Rusia en los años 90 retrasó la construcción del BSK-4, que no se inauguró oficialmente hasta 2006.

### Periodo contemporáneo
A finales de los años 80 y principios de los 90 se llevaron a cabo trabajos de peritaje y estudios en profundidad para evaluar las consecuencias ecológicas de la construcción del canal. Se hacen hallazgos preocupantes en relación con la calidad del agua, la salinización del suelo y la presencia de pesticidas. Desde la década de 2000, las autoridades han implementado medidas para mitigar los impactos negativos del canal, incluido el establecimiento de regulaciones más estrictas sobre el uso de pesticidas y agua de riego.